# Les Nuls, l'émission
 (septembre 2014).
Si vous disposez d'ouvrages ou d'articles de référence ou si vous connaissez des sites web de qualité traitant du thème abordé ici, merci de compléter l'article en donnant les références utiles à sa vérifiabilité et en les liant à la section « Notes et références ».
Les Nuls, l'émission est une émission humoristique des Nuls, sur le modèle du Saturday Night Live, diffusée sur l'antenne de Canal+ du 13 octobre 1990 au 28 mars 1992.

## Description
Dans cette émission, diffusée tous les samedis en direct à 22 h, Les Nuls étaient accompagnés d'un invité acteur, qui jouait avec eux leurs sketchs, et d'un invité musical, qui interprétait deux titres en live. L'émission était tournée au Studio Gabriel.
L'émission était également truffée de fausses pubs et de fausses bandes-annonces, sans oublier L'Édition, un faux journal télévisé du soir présenté par Maurice Chevalier (Alain Chabat) et Pénélope Solète (Chantal Lauby).
Bruno Carette apparaissait dans chaque émission, dans la séquence La redif, qui était la rediffusion de sketches de l'époque d’Objectif Nul, Nulle part ailleurs, TVN 595 ou A.B.C.D. Nuls.
Dans le générique du début de l'émission, l'homme filmé de dos qui traverse tout le studio suivi par la caméra est Michel Hazanavicius, ami et ex-auteur pour Les Nuls.

## Émission
- Saison 1990-91 écrite par Alain Chabat, Chantal Lauby, Dominique Farrugia, Alexandre Pesle, Christian Borde, Jean-Marie Gourio et Marion Ciblat ;
- Saison 91-92 écrite par Alain Chabat, Chantal Lauby, Dominique Farrugia, Alexandre Pesle, Christian Borde et Jean-Michel Thiriet ;
- Avec Alain Chabat, Chantal Lauby, Dominique Farrugia ;
- Musique interprétée par « Lol et Le Groupe ». Le générique est une version instrumentale de Skillet, un morceau du groupe The Time, issu de leur album Pandemonium.
- Réalisé par Massimo Manganaro, Mathias Ledoux, Christian Vidalie, Jean-Louis Cap, Don Kent et Alain Berbérian[2] pour les fausses pubs ;
- Voix off de Philippe Dana.

## Invités

### Saison 1990-91 (13 octobre 1990 - 29 juin 1991)
| Numéro | Date     | Invité principal      | Invité musical                         |
| ------ | -------- | --------------------- | -------------------------------------- |
| 1      | 13/10/90 | Gérard Lanvin         | Was (Not Was)                          |
| 2      | 20/10/90 | Vanessa Paradis       | The House of Love                      |
| 3      | 27/10/90 | Jean Reno             | Les Innocents                          |
| 4      | 03/11/90 | Jean-Pierre Bacri     | Axel Bauer                             |
| 5      | 10/11/90 | Zabou                 | Guesch Patti                           |
| 6      | 17/11/90 | Gérard Jugnot         | Jean-Louis Aubert                      |
| 7      | 24/11/90 | Carole Laure          | Mano Negra                             |
| 8      | 01/12/90 | Pierre Tchernia       | Louis Bertignac et les Visiteurs       |
| 9      | 08/12/90 | Richard Bohringer     | The Soup Dragons                       |
| 10     | 15/12/90 | Gabrielle Lazure      | Véronique Sanson                       |
| 11     | 22/12/90 | Daniel Gélin          | L'Affaire Louis Trio                   |
| 12     | 29/12/90 | Michel Boujenah       | William Sheller                        |
| 13     | 05/01/91 | Best-Of               | Best-Of                                |
| 14     | 12/01/91 | Lio                   | Lloyd Cole                             |
| 15     | 19/01/91 | Valérie Lemercier     | Willy DeVille                          |
| 16     | 26/01/91 | Jean-Claude Brialy    | Alain Bashung                          |
| 17     | 02/02/91 | Isaac de Bankole      | The Matadors                           |
| 18     | 09/02/91 | Victoria Abril        | Elmer Food Beat                        |
| 19     | 16/02/91 | Claude Chabrol        | Dave Stewart And The Spiritual Cowboys |
| 20     | 02/03/91 | Jango Edwards         | Alain Chamfort                         |
| 21     | 09/03/91 | Enrico Macias         | Boy George                             |
| 22     | 16/03/91 | Michel Blanc          | Indochine                              |
| 23     | 23/03/91 | Tchéky Karyo          | Comateens                              |
| 24     | 30/03/91 | Thierry Frémont       | Chihuahua                              |
| 25     | 06/04/91 | Christophe Malavoy    | Dread Zeppelin                         |
| 26     | 13/04/91 | Daniel Prévost        | Les Négresses Vertes                   |
| 27     | 20/04/91 | Valérie Kaprisky      | Jil Caplan                             |
| 28     | 27/04/91 | Eddy Mitchell         | Suprême NTM                            |
| 29     | 11/05/91 | Patrick Sébastien     | Fredericks Goldman Jones               |
| 30     | 18/05/91 | Patrick Bouchitey     | Liane Foly                             |
| 31     | 01/06/91 | Claude Berri          | Amina                                  |
| 32     | 08/06/91 | Catherine Jacob       | Charlélie Couture                      |
| 33     | 15/06/91 | Christophe Dechavanne | Living Colour                          |
| 34     | 22/06/91 | François Cluzet       | Gipsy Kings                            |
| 35     | 29/06/91 | Pierre Palmade        | Vanessa Paradis                        |

### Saison 1991-92 (12 octobre 1991 - 28 mars 1992)
| Numéro | Date     | Invité Comédie     | Invité Musical               |
| ------ | -------- | ------------------ | ---------------------------- |
| 36     | 12/10/91 | Evelyne Bouix      | Texas                        |
| 37     | 19/10/91 | Claire Nadeau      | MC Solaar                    |
| 38     | 26/10/91 | Jean-Paul Gaultier | Eddy Mitchell                |
| 39     | 02/11/91 | Alex Métayer       | Fédération française de funk |
| 40     | 16/11/91 | Judith Godrèche    | Nina Hagen                   |
| 41     | 23/11/91 | Jean-Edern Hallier | Big Audio Dynamite           |
| 42     | 30/11/91 | Michel Blanc       | Momma Stud                   |
| 43     | 07/12/91 | Valérie Mairesse   | Jacques Higelin              |
| 44     | 21/12/91 | Robin Renucci      | Roachford                    |
| 45     | 28/12/91 | Clémentine Célarié | Paul Personne                |
| 46     | 04/01/92 | Roland Giraud      | The Silencers                |
| 47     | 11/01/92 | Valérie Lemercier  | Tony Joe White               |
| 48     | 25/01/92 | Richard Berry      | Urban Dance Squad            |
| 49     | 01/02/92 | Christian Clavier  | Wet Wet Wet                  |
| 50     | 08/02/92 | Renaud             | Seal                         |
| 51     | 15/02/92 | Marie-Anne Chazel  | Renaud                       |
| 52     | 29/02/92 | Yves Robert        | Red Hot Chili Peppers        |
| 53     | 07/03/92 | Thomas Langmann    | Chris Whitley                |
| 54     | 14/03/92 | Gérard Darmon      | Status Quo                   |
| 55     | 21/03/92 | Guillaume Durand   | Primal Scream                |
| 56     | 28/03/92 | Gérard Lanvin      | Les Rita Mitsouko            |

## Distinction
- 7 d'or 1991 de la meilleure émission de direct